# Stazione di Carpino
La stazione di Carpino è una stazione ferroviaria della ferrovia San Severo-Peschici a servizio del comune di Carpino, in provincia di Foggia.
È gestita dalle Ferrovie del Gargano.